# Уиллис-тауэр
Уи́ллис-та́уэр (англ. Willis Tower), до 2009 года — Сирс-та́уэр (Sears Tower) — небоскрёб в Чикаго, США, имеющий высоту 442,1 м и насчитывающий 108 этажей. Небоскрёб был построен в период с августа 1970 года по 4 мая 1973 года. Главный архитектор — Брюс Грэм, инженер проекта — Фазлур Хан.
После завершения в 1974 году это было самое высокое здание в мире, превосходившее по высоте башни-близнецы Всемирного торгового центра в Нью-Йорке. Небоскрёб держал этот рекорд в течение почти 25 лет. Сейчас Уиллис-тауэр — второе самое высокое здание в Соединённых Штатах (после Башни Свободы) и двадцать пятое по высоте здание в мире.

## Особенности конструкции
Высота составляет 442 метра. Здание имеет ступенчатую геометрию. Оно состоит из девяти квадратных труб, образующих в основании здания большой квадрат. Он стоит на бетонных с каменной насыпкой сваях, вбитых в лежащую под ним твёрдую породу. На 50 этажей поднимаются девять сварных стальных труб. Затем здание начинает сужаться. Ещё семь труб идут до 66-го этажа, а пять поднимаются до 90-го этажа, и только две трубы образуют оставшиеся 20 этажей. Благодаря такой конструкции каркас здания имеет очень большую жёсткость. На крыше установлены две телевизионные антенны высотой более 80 метров, что повышает общую высоту до 527 метров.
Площадь здания — более 418 тыс м². В небоскрёбе 104 скоростных лифта, которые делят здание на три зоны и помогают людям ориентироваться в нём. Огнеупорный остов покрыт облицовкой из чёрного алюминия с более чем 16 тысячами окон тёмного стекла. Шесть автоматических машин для мойки окон чистят всё здание восемь раз в год.

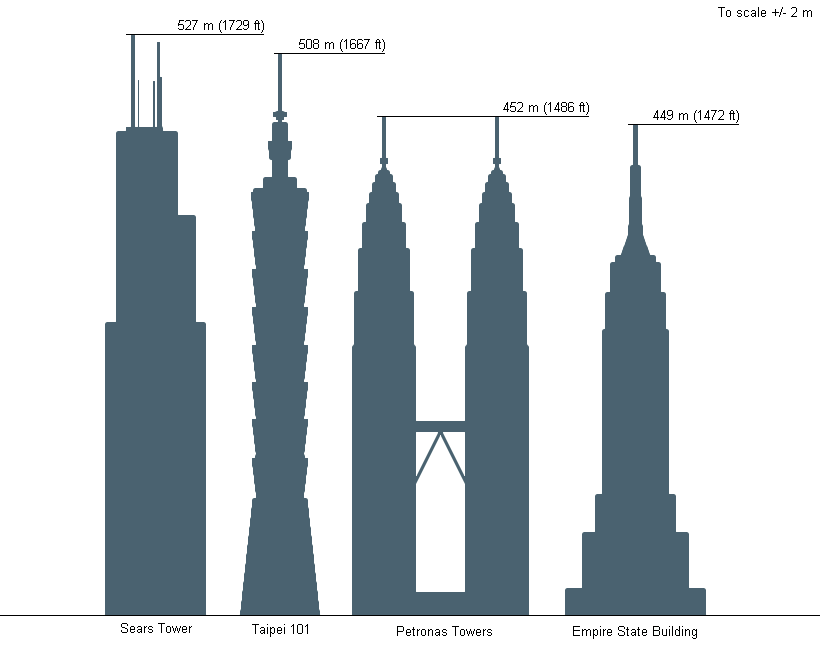
Сравнение с другими небоскрёбами

Башни-близнецы «Петронас» в Куала-Лумпуре высотой 452 м, включая декоративные шпили, после завершения своего строительства в 1998 году были объявлены самыми высокими зданиями в мире. С этим согласились не все: появились две категории определения самых высоких зданий. Башни-близнецы «Петронас» считались самыми высокими в одной из категорий. После окончания строительства здания Тайбэй 101 здания «Петронас» уступили первенство в высоте вместе со шпилем, а Уиллис-тауэр потерял первенство в высоте крыши. Тем не менее высота антенны Уиллис-тауэр в настоящий момент превосходит высоту шпиля Тайбэй 101 на 22 метра.
16 июля 2009 года Сирс-тауэр был переименован в Уиллис-тауэр — по названию нового арендатора.
Некоторые архитектурные и конструктивные особенности здания:
- Верхняя часть Уиллис-Тауэр считается самой высокой точкой штата Иллинойс. Кончик антенны башни находится на 527,3 м над уровнем улицы, или 708 м над уровнем моря; высота крыши — 442,1 м над уровнем улицы, или 623 м над уровнем моря; «небесная палуба» находится на высоте 412 м над уровнем улицы, или 593 м над уровнем моря; «Walker Drive» — главный вход — находится на 181 м над уровнем моря (самая высокая естественная точка штата Иллинойс — холм Чарлз — 376 м над уровнем моря).
- Здание наклонено на запад на 10 см[источник не указан 2162 дня] в связи с несколько асимметричным дизайном[неизвестный термин], который создаёт неравную нагрузку на фундамент.

## Телерадиовещание
Многие теле- и радиопередатчики находятся в верхней части Уиллис-тауэр. Все частоты ранжированы по высоте сверху вниз. Станции на одной и той же высоте используют один дуплексер и одну общую антенну. Из-за большой высоты FM-станции имеют ограниченную мощность.
Радиостанции, чьи передатчики установлены на здании:
- восточная сторона — WLIT-FM; WNUA-FM; WCFS-FM; WJMK-FM; WTMX-FM; WBBM-FM; WKSC-FM; WGCI-FM; WFMT-FM; WLS-FM;
- западная сторона — WFMT-FM; WBBM-FM; WJMK-FM; W264BF.

Телевизионные станции, чьи передатчики установлены на здании:
- восточная сторона — WLS-TV; WCPX-TV; WJYS-TV; WCIU-TV; WXFT-TV; WTTW-TV; WBBM-TV; WFLD-TV; WPWR-TV; WGN-TV; WTTW-TV; WLS-TV;
- западная сторона — WPWR-TV; WLS-TV; WMAQ-TV; WMAQ-TV; WPWR-TV; WXFT-TV; WFLD-TV; WCIU-TV; WCIU-TV; WSNS-TV; WTTW-TV; WJYS-TV; WGN-TV; WWME-LD; WEDE-CA; WMEU-CA; WMEU-LD.

## Галерея

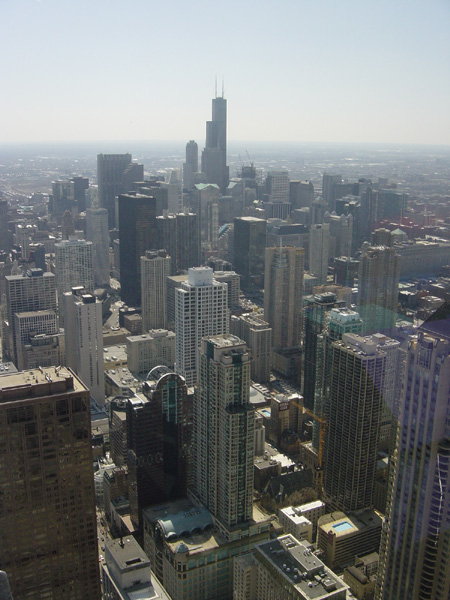
Willis Tower со смотровой площадки Центра Джона Хэнкока
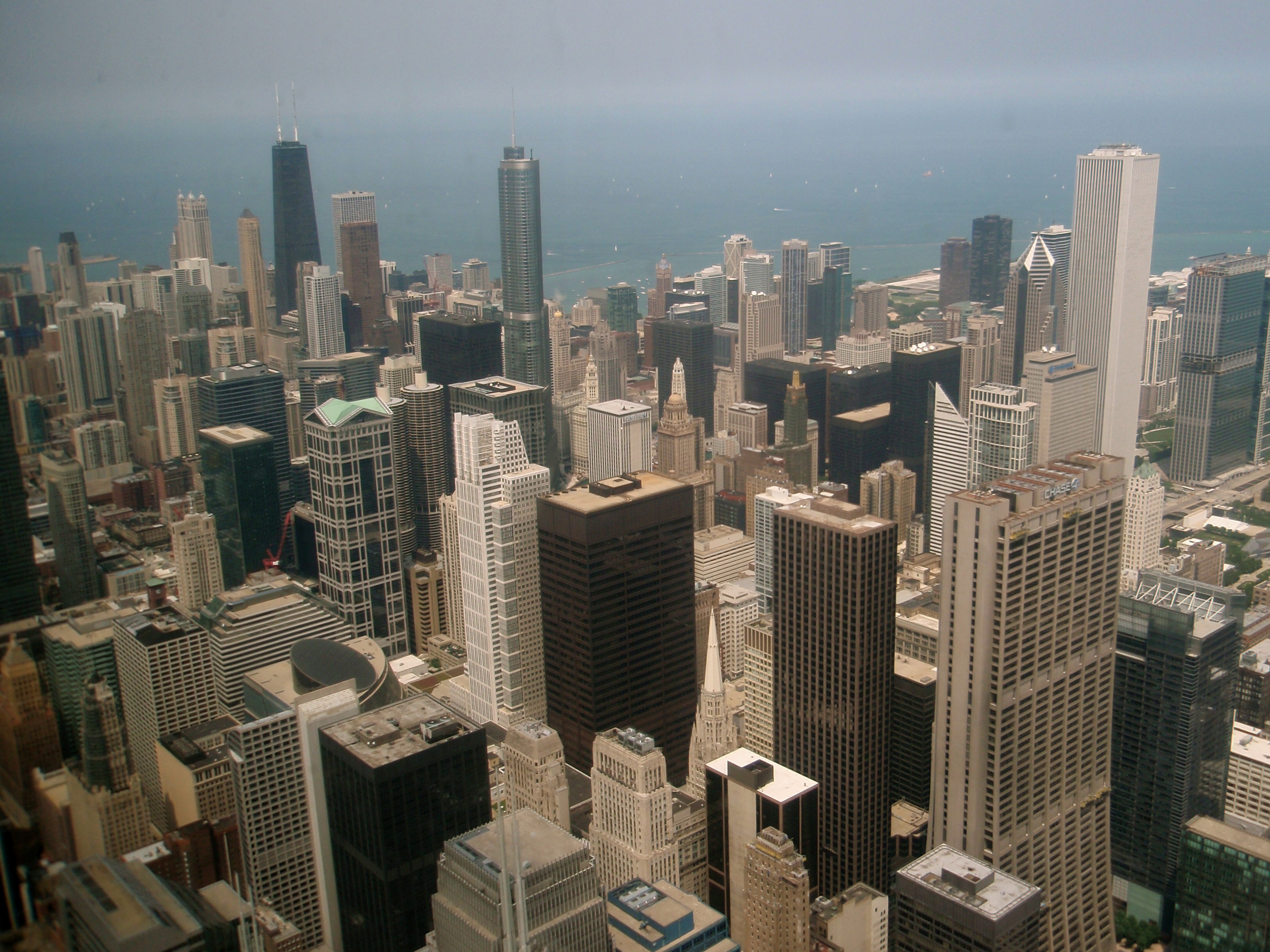
Вид из "Небесной палубы"
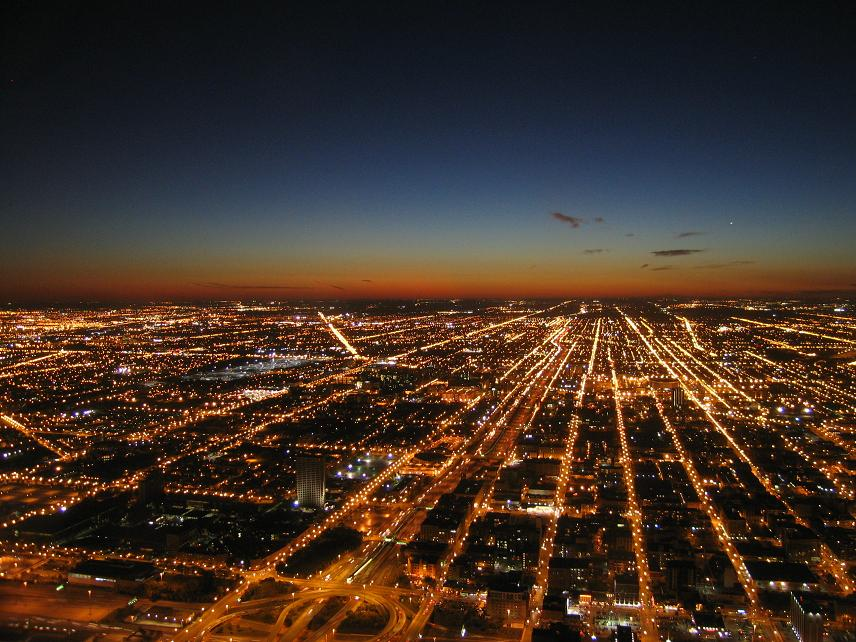
Запад Чикаго из Уиллис-Тауэр
Панорама города из Уиллис-Тауэр
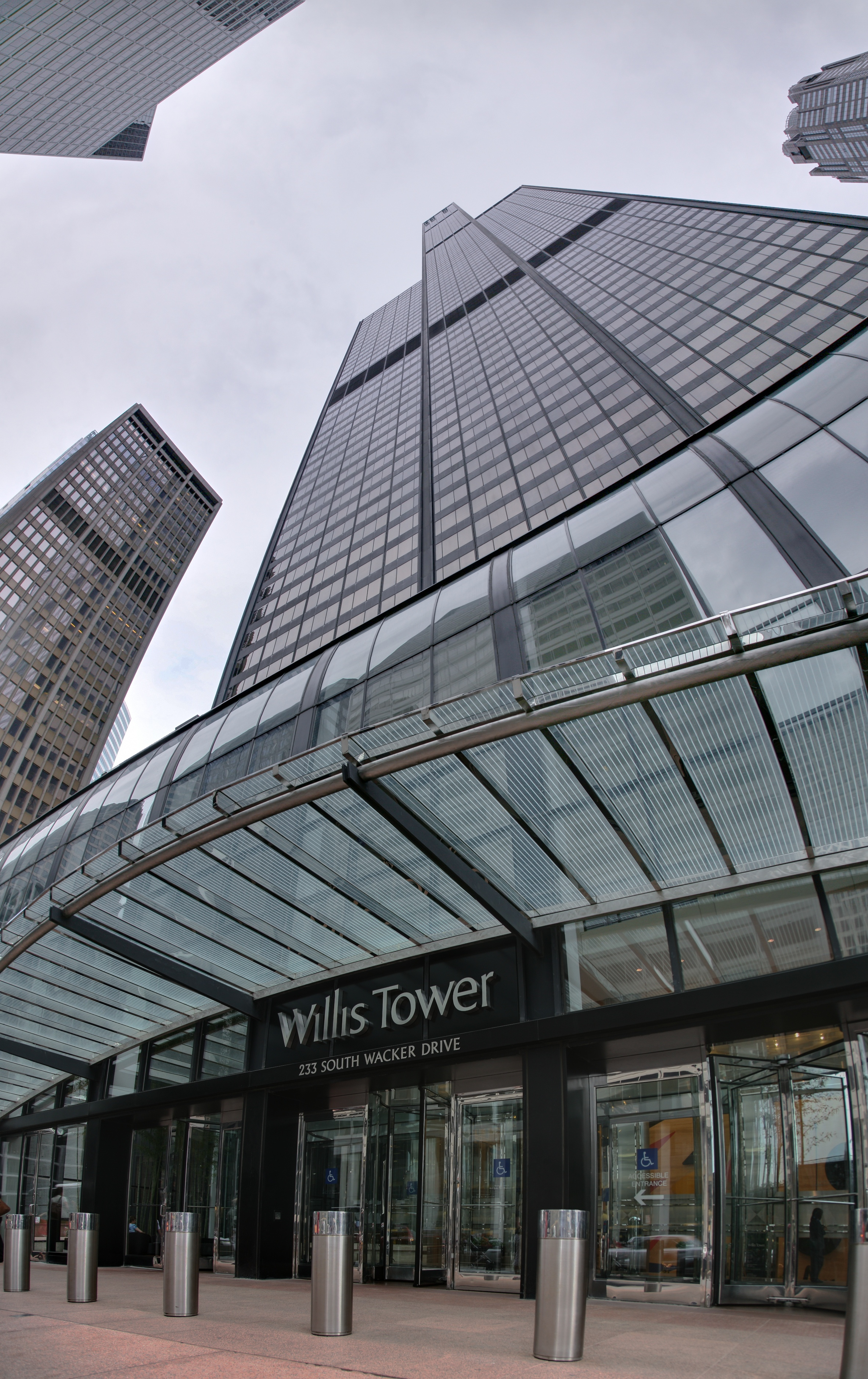
Западный вход в небоскрёб
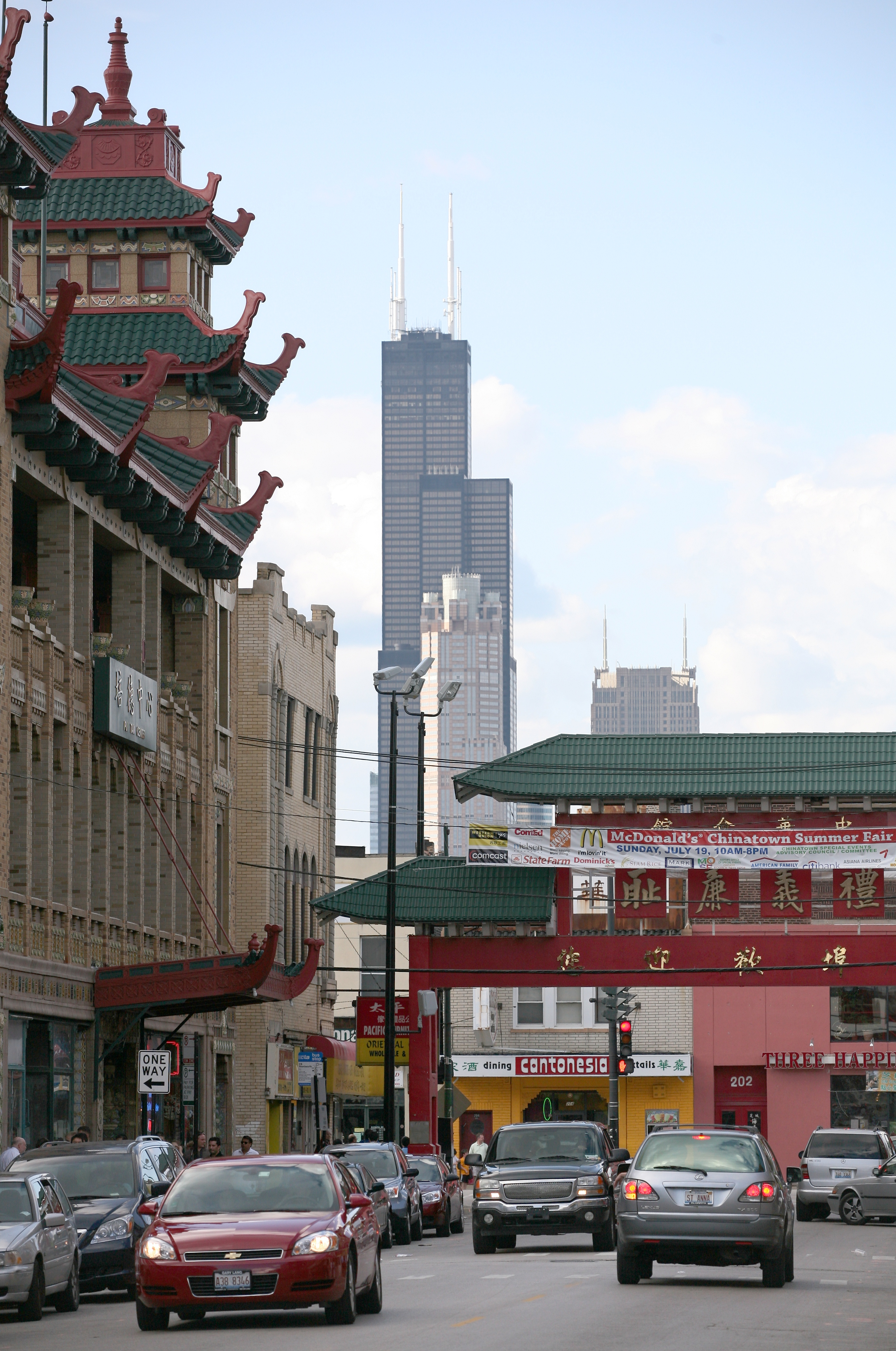
Вид на Уиллис-Тауэр из Чайна-тауна
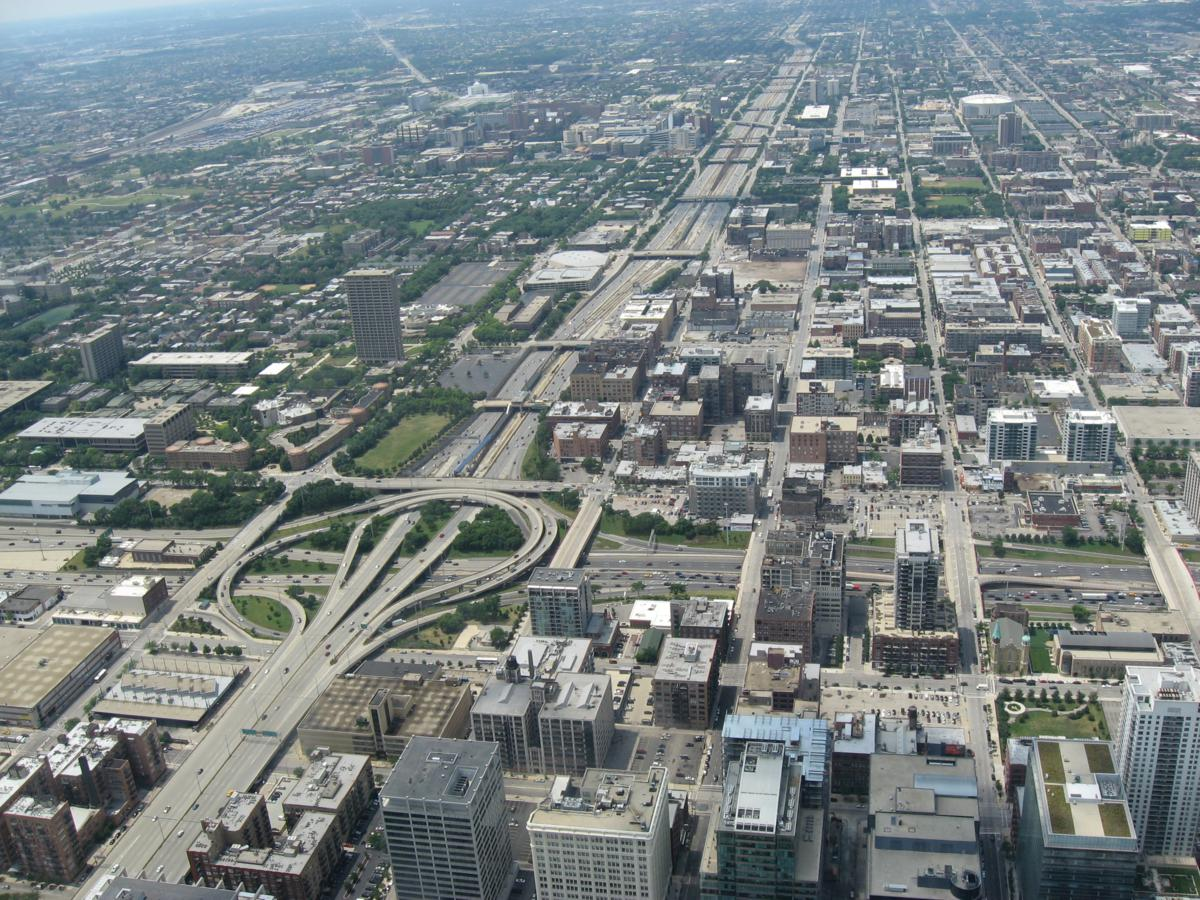
Вид на автостраду с Уиллис-Тауэр
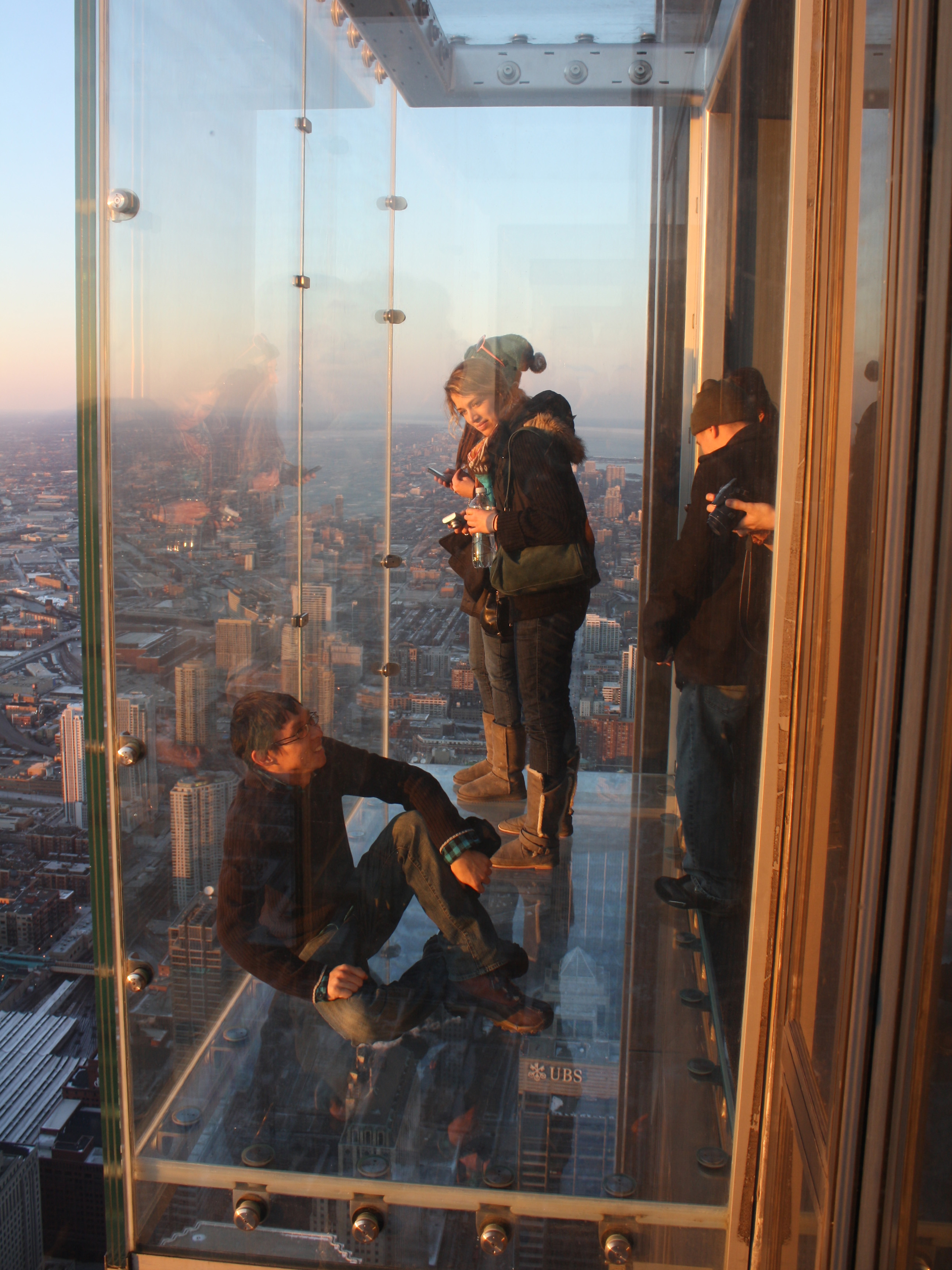
Балкон смотровой площадки